# LMG 150-DE
LMG 150-DE bezeichnet einen Schiffstyp von Doppelendfähren. Von dem vom norwegischen Schiffsarchitekturbüro LMG Marin entworfenen Schiffstyp wurden vier Einheiten für die estnische Reederei TS Laevad gebaut.

## Geschichte
Von dem Schiffstyp wurden zwischen 2015 und 2017 vier Einheiten für die Reederei TS Laevad gebaut. Zwei der im Oktober 2014 bestellten Fähren wurden auf der Werft Gdańska Stocznia „Remontowa“ in Danzig, die anderen beiden auf der Werft Sefine Shipyard in Altınova gebaut. Gdańska Stocznia „Remontowa“ ließ den Rumpf für die zweite Einheit im Unterauftrag in einer Werft in Gdynia bauen. Die Baukosten für die Schiffe beliefen sich auf insgesamt 120 Mio. Euro. Der Schiffsentwurf stammte von LMG Marin in Bergen.
Die Schiffe verkehren über den Moonsund und verbinden Virtsu und Kuivastu auf der Insel Muhu sowie Rohuküla und Heltermaa auf der Insel Hiiumaa.

## Beschreibung
Die Schiffe werden dieselelektrisch angetrieben. Für die Stromerzeugung stehen vier Dieselgeneratorsätze zur Verfügung. Zwei der Generatoren werden von MTU-Dieselmotoren (Typ: 16V4000M23) mit jeweils 1440 kW Leistung angetrieben, die anderen beiden Generatoren von MTU-Dieselmotoren (Typ: 12V4000M33) mit jeweils 1260 kW Leistung. Als Antriebsmotoren dienen zwei Elektromotoren mit jeweils 2150 kW Leistung, die jeweils eine Propellergondel an den beiden Enden der Schiffe antreiben.
Die Schiffe verfügen über ein durchlaufendes Fahrzeugdeck mit nach oben aufklappbaren Visieren an beiden Enden. Auf den Fahrzeugdecks stehen insgesamt sechs Spuren zur Verfügung. Die beiden seitlichen Fahrspuren sind jeweils durch ein zusätzliches Deck mit einer weiteren Fahrspur überbaut. Diese sind über feste Rampen an beiden Enden zugänglich. Das Fahrzeugdeck ist im mittleren Bereich von den Decksaufbauten überbaut. Die nutzbare Höhe auf den vier durchlaufenden Fahrspuren beträgt 5 Meter, die maximale Achslast 13 t. Die nutzbare Höhe auf den beiden seitlichen Fahrzeugdecks beträgt 2,5 Meter, die maximale Achslast 1,3 t.
Oberhalb der Fahrzeugdecks befinden sich drei weitere Decks. Auf dem Deck über dem Fahrzeugdeck befinden sich die Einrichtungen für die Passagiere. Hier befinden sich unter anderem Aufenthaltsbereiche mit Sitzgelegenheiten für Passagiere, ein Selbstbedienungsrestaurant und ein Kiosk. Außerdem ist auf diesem Deck die Kombüse eingerichtet. Auf dem darüber liegenden Deck befinden sich die Einrichtungen für die Schiffsbesatzung mit elf Kabinen, der Messe und Aufenthaltsräumen sowie einer Sauna. Auf dem obersten Deck ist das Steuerhaus eingerichtet. Auf zwei Decks stehen für die Passagiere Außenbereiche zur Verfügung, auf dem oberen Sonnendeck mit Sitzgelegenheiten. Unterhalb des Fahrzeugdecks befinden sich der Maschinenraum, der Maschinenkontrollraum und weitere technische Betriebsräume.
Der Rumpf der Schiffe ist eisverstärkt (Eisklasse 1A).
Die Tõll wurde im Winter 2019/2020 mit einem hybriden Antriebssystem ausgerüstet. Hierfür wurden im laufenden Betrieb der Fähre Akkumulatoren als Energiespeicher nachgerüstet. Ziel ist es, den Treibstoffverbrauch um rund 20 % zu senken und so beim Betrieb der Fähre weniger CO2 zu emittieren. Die Umrüstung der Fähre kostete knapp 1,6 Millionen Euro.

## Schiffe
| LMG 150-DE | LMG 150-DE         | LMG 150-DE | LMG 150-DE                                      |
| Bauname    | Bauwerft Baunummer | IMO-Nummer | Kiellegung Stapellauf Ablieferung               |
| ---------- | ------------------ | ---------- | ----------------------------------------------- |
| Tõll       | Remontowa 616/1    | 9762651    | 30. April 2015 29. Dezember 2015 5. Januar 2017 |
| Piret      | Remontowa 616/2    | 9762663    | 30. Juni 2015 19. Januar 2016 30. März 2017     |
| Leiger     | Sefine 26          | 9762675    | 6. Mai 2015 29. Februar 2016 3. November 2016   |
| Tiiu       | Sefine 27          | 9762687    | 5. Juni 2015 27. April 2016 10. März 2017       |

Die Schiffe sind nach Figuren aus der estnischen Mythologie benannt. Die Tõll und die Piret sind nach Suur Tõll und seiner Frau Piret benannt, die der Sage nach auf der Insel Saaremaa gelebt haben. Namensgeber für die Leiger und die Tiiu sind Leiger, der Bruder von Tõll, und seine Frau Tiiu, die der Sage nach auf der benachbarten Insel Hiiumaa gelebt haben.